# Peppino Maggiore Di Chiara
Giuseppe Maggiore Di Chiara (... – Palermo, 1924) è stato un giornalista e politico italiano.
Nel 1909 fondò e diresse il mensile Il Babbio, un giornale satirico che prese di mira, con grande coraggio e professionalità, le magagne della società siciliana e nazionale del primo ventennio del 1900. Fu vicino alla corrente politica che faceva capo, allora, a Vittorio Emanuele Orlando e Vincenzo Giuffrida.
Giuseppe assistette, dopo una vera e propria lotta condotta fra Roma e Palermo (del cui comune era stato nel frattempo eletto consigliere) alla chiusura del giornale ad opera della censura fascista, che era stata oggetto di molte pungenti satire pubblicate dal mensile.
Affetto da sifilide, si suicidò nel 1924, gettandosi dall'ultimo piano di Palazzo Di Chiara a Palermo.